# Lijst van schilderijen in het Rijksmuseum Amsterdam/Tn-Tz
Lijst van schilderijen in het Rijksmuseum Amsterdam met werken van schilders van wie de achternaam begint met de letters Tn t/m Tz. Vermeldingen in het grijs geven aan dat het werk geen deel meer uitmaakt van de collectie van het Rijksmuseum, bijvoorbeeld omdat het in bruikleen gegeven is aan een andere instelling of omdat het teruggegeven is aan de bruikleengever.
| Inventarisnummer | Toeschrijving                             | Titel | Datering      | Afbeelding |
| ---------------- | ----------------------------------------- | --- | ------------- | ---------- |
| SK-A-3904        | Louis Tocqué                              | Portret van Isaac van Rijneveld | 1738          |            |
| SK-A-3905        | Louis Tocqué                              | Portret van Arnoldus van Rijneveld | 1738          |            |
| NG-1998-7-3      | Mohammad Toha Adimidjojo                  | Een Nederlandse bommenwerper bombardeert het fort in het centrum van de stad Jogyakarta                                                | 1948          |            |
| NG-1998-7-14     | Mohammad Toha Adimidjojo                  | Nederlandse troepen bezetten het presidentieel paleis                                                                                  | 1948-1949     |            |
| NG-1998-7-16     | Mohammad Toha Adimidjojo                  | De president, de vice-president en andere leiders worden verbannen naar Sumatra                                                        | 1948-1949     |            |
| NG-1998-7-24     | Mohammad Toha Adimidjojo                  | Strenge bewaking van de Gondolayu brug in het centrum van Jogyakarta                                                                   | 1948-1949     |            |
| NG-1998-7-35     | Mohammad Toha Adimidjojo                  | Republikeinse guerrilla's verlaten de stad en steken de rivier de 'Code' over samen met burgers die wegvluchten na de 'General Attack' | 1949          |            |
| NG-1998-7-36     | Mohammad Toha Adimidjojo                  | Een paard bepakt met een voorraad aan geroofde wapens verlaat de stad                                                                  | 1949          |            |
| SK-C-21          | Domenicus van Tol                         | Een officier van de Leidse schutterij voor de poort van de Sint Jorisdoelen                                                            | 1673          |            |
| SK-A-417         | Domenicus van Tol                         | Kinderen met een muizenval | 1660-1676     |            |
| SK-A-2341        | Domenicus van Tol                         | Binnenhuis met lezende man en haspelende vrouw                                                                                         | 1660-1676     |            |
| SK-C-243         | Domenicus van Tol Naar Gerard Dou         | Een moeder die haar kind de borst geeft                                                                                                | 1660-1676     |            |
| SK-A-1146        | Jan Bedijs Tom                            | Schapen op de heide | 1866          |            |
| SK-C-1429        | Luca di Tommè                             | De geseling van Christus | Ca. 1365      |            |
| SK-A-4003        | Luca di Tommè                             | De geseling van Christus | Ca. 1365      |            |
| SK-A-1978        | Jacob Toorenvliet                         | De muziekles | 1660-1690     |            |
| SK-A-2254        | Jacob Toorenvliet                         | Portret van Carel Quina | 1669          |            |
| SK-A-5087        | Charley Toorop                            | Zelfportret met bloemen | 1933          |            |
| SK-C-1666        | Jan Toorop                                | Portret van Annie Hall in Lissadell, Kenley, Surrey                                                                                    | 1885          |            |
| SK-A-3616        | Jan Toorop                                | Vrouwen aan zee | 1885-1897     |            |
| SK-A-4226        | Jan Toorop                                | De zee bij Katwijk | 1887          |            |
| SK-C-1667        | Jan Toorop                                | Oude eiken in Surrey | Ca. 1890      |            |
| SK-C-1726        | Jan Toorop                                | Misty Sea | 1899          |            |
| SK-A-4989        | Jan Toorop                                | Portret van Marie Jeanette de Lange | 1900          |            |
| SK-A-3349        | Jan Toorop                                | De schelpenvisser | 1904          |            |
| SK-C-308         | Toegeschreven aan Francesco Torbido       | De heilige familie met de heilige Catharina                                                                                            | 1525          |            |
| SK-A-2813        | Johannes Torrentius                       | Emblematisch stilleven met kan, glas, kruik en breidel                                                                                 | 1614          |            |
| SK-A-1834        | Pierre Joseph Toussaint                   | De jonge schilder | 1850-1888     |            |
| SK-A-503         | Francesco Traballesi                      | De klavechordspeler | 1554-1570     |            |
| SK-A-2222        | Jan Treck                                 | Stilleven met kruik van steengoed | 1647          |            |
| SK-C-1697        | Francesco Trevisani                       | Het martelaarschap van de zeven broers, de zonen van de heilige Felicitas                                                              | 1709          |            |
| SK-A-4995        | Francesco Trevisani                       | Het martelaarschap van de zeven broers, de zonen van de heilige Felicitas                                                              | 1709          |            |
| SK-C-902         | Toegeschreven aan Girolamo da Treviso (I) | Een heilige, vermoedelijk Bonaventura                                                                                                  | Ca. 1490      |            |
| SK-A-2590        | Toegeschreven aan Girolamo da Treviso (I) | Een heilige, vermoedelijk Bonaventura                                                                                                  | Ca. 1490      |            |
| SK-A-1147        | Hendrik Albert van Trigt                  | Godsdienstonderwijs in de Lutherse kerk te Vik, Sogne Fjord, Noorwegen                                                                 | 1866          |            |
| SK-A-418         | Cornelis Troost                           | Zelfportret | 1715-1730     |            |
| SK-A-4099        | Cornelis Troost                           | De wanhebbelijke liefde | 1720-1750     |            |
| SK-A-4287        | Cornelis Troost                           | De vogel Phoenix | 1720-1750     |            |
| SK-A-1439        | Cornelis Troost                           | Portret van een man | 1723          |            |
| SK-A-1635        | Cornelis Troost                           | De inspecteurs van het Collegium Medicum te Amsterdam, 1724                                                                            | 1724          |            |
| SK-C-396         | Cornelis Troost                           | Portret van de inspecteurs van het Collegium Medicum                                                                                   | 1724          |            |
| SK-A-3933        | Cornelis Troost                           | Portret van Gerrit Sichterman | Ca. 1725      |            |
| SK-A-4200        | Cornelis Troost                           | Portretten van Gerrit Sichterman en Louise Christina Trip                                                                              | 1725          |            |
| SK-A-4201        | Cornelis Troost                           | Portretten van Gerrit Sichterman en Louise Christina Trip                                                                              | 1725          |            |
| SK-A-2078        | Cornelis Troost                           | Portret van Maria Magdalena Stavenisse                                                                                                 | 1726          |            |
| SK-C-79          | Cornelis Troost                           | De anatomische les van Dr. Willem Roëll                                                                                                | 1728          |            |
| SK-A-2158        | Cornelis Troost                           | Portret van Jan Lepeltak | 1728-1729     |            |
| SK-C-87          | Cornelis Troost                           | De regenten van het Aalmoezeniersweeshuis te Amsterdam, 1729                                                                           | 1729          |            |
| SK-C-411         | Cornelis Troost                           | De regenten van het Aalmoezeniersweeshuis te Amsterdam, 1729                                                                           | 1729          |            |
| SK-A-1608        | Cornelis Troost                           | Portret van Isaac Sweers | 1730-1740     |            |
| SK-C-80          | Cornelis Troost                           | Groepsportret van de overlieden van het Chirurgijnsgilde in Amsterdam                                                                  | 1731          |            |
| SK-A-2342        | Cornelis Troost                           | Portret van Hermanus Boerhaave | 1735          |            |
| SK-A-2191        | Cornelis Troost                           | Portret van Ludolf Bakhuizen (II) | 1735-1750     |            |
| SK-A-3948        | Cornelis Troost                           | Portret van een lid van de familie Van der Mersch                                                                                      | 1736          |            |
| SK-C-1729        | Cornelis Troost                           | De dilettanten | 1736          |            |
| SK-A-719         | Cornelis Troost                           | Alexander de Grote in de slag tegen de Perzen bij de Granikos                                                                          | 1737          |            |
| SK-A-3453        | Cornelis Troost                           | Familiegroep bij een klavecimbel | 1739          |            |
| SK-A-4225        | Cornelis Troost                           | Zelfportret | 1739          |            |
| SK-A-4089        | Cornelis Troost                           | 'De misleyden': de ambassadeur der Labberlotten vertoont zich voor het venster van de herberg 't Bokki in de Haarlemmerhout            | 1739-1750     |            |
| SK-C-888         | Cornelis Troost                           | Een Amsterdamse stadstuin | Ca. 1740-1745 |            |
| SK-A-2576        | Cornelis Troost                           | Een Amsterdamse stadstuin | Ca. 1740-1745 |            |
| SK-C-954         | Cornelis Troost                           | 'Joanna en de 'smousen'; 3de bedrijf, 5de toneel uit het blijspel 'De Spilpenning of de verkwistende vrouw' van Thomas Asselijn        | 1741          |            |
| SK-A-4209        | Cornelis Troost                           | 'Joanna en de 'smousen'; 3de bedrijf, 5de toneel uit het blijspel 'De Spilpenning of de verkwistende vrouw' van Thomas Asselijn        | 1741          |            |
| SK-A-4023        | Cornelis Troost                           | Inspectie van een regiment cavalerie, wellicht door Willem van Hessen-Homburg                                                          | 1742          |            |
| SK-A-4115        | Cornelis Troost                           | Musicerend paar | 1743          |            |
| SK-A-4024        | Willem Troost (II)                        | Het paleis te Buitenzorg vóór en na de aardbeving van 10 oktober 1834                                                                  | 1834-1836     |            |
| SK-A-4025        | Willem Troost (II)                        | Het paleis te Buitenzorg vóór en na de aardbeving van 10 oktober 1834                                                                  | 1834-1836     |            |
| SK-A-5057        | Willem Troost (II)                        | Gezicht op het Nederlandse kasteel van Elmina aan de Goudkust                                                                          | Ca. 1870      |            |
| SK-A-1168        | Wouter Johannes van Troostwijk            | Een bouwhoeve aan de oever van een beek in Gelderland                                                                                  | Ca. 1805-1810 |            |
| SK-A-1169        | Wouter Johannes van Troostwijk            | Een bouwhoeve in Gelderland | 1805-1810     |            |
| SK-C-1535        | Wouter Johannes van Troostwijk            | Het Raampoortje in Amsterdam | 1809          |            |
| SK-C-1620        | Wouter Johannes van Troostwijk            | Zelfportret | 1809          |            |
| SK-A-4857        | Wouter Johannes van Troostwijk            | Zelfportret | 1809          |            |
| SK-A-1900        | Constant Troyon                           | Strandgezicht met kaapstanders | 1840-1865     |            |